# Charlotte Wessels

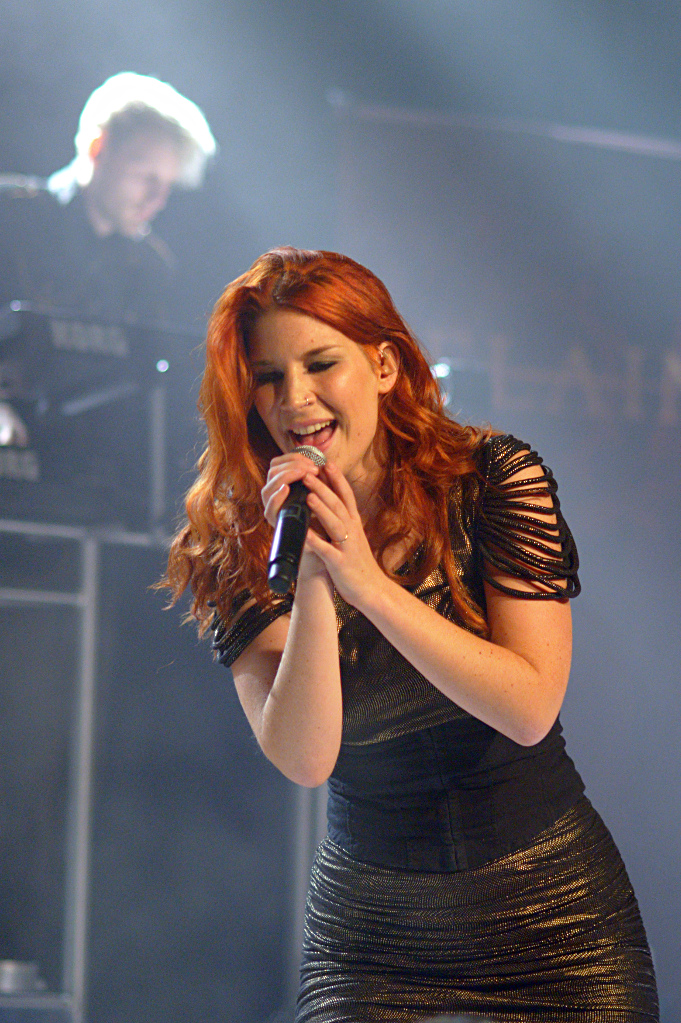
Charlotte Wessels bei einem Live-Auftritt mit Delain, 2012

Johanna Charlotte Wessels (* 13. Mai 1987 in Zwolle) ist eine niederländische Sängerin und Songwriterin. Sie war von 2005 bis 2021 Lead-Sängerin der niederländischen Symphonic-Metal-Band Delain.

## Biografie
Zunächst spielte sie Klarinette in klassischen Orchestern und Big Bands, bevor sie im Alter von 13 Jahren begann, sich für den Gesang zu interessieren. Mit 14 Jahren nahm sie Unterricht im Jazz- sowie im klassischen Gesang. Gemeinsam mit einem Freund komponierte sie Songs und gründete mit ihm ihre erste Band.
Später schloss sie sich einigen lokalen Bands wie To Elysium oder Infernorama an, wo sie im Alter von 17 Jahren Martijn Westerholt, dem ehemaligen Keyboarder der Symphonic-Metal-Band Within Temptation, begegnete. Westerholt hatte bereits 2002 ein musikalisches Projekt namens Delain gegründet. Charlotte Wessels entschied sich, sich diesem Projekt anzuschließen und begann, Songtexte für das Debüt-Album Lucidity, das 2006 veröffentlicht wurde, zu schreiben. Es folgten drei weitere Alben sowie Tourneen und Auftritte bei Festivals wie dem Wacken Open Air, Rockharz Open Air, Summer Breeze oder dem Metal Female Voices Fest. Das Album The Human Contradiction wurde am 4. April 2014 veröffentlicht. Die EP Lunar Prelude erschien am 19. Februar 2016.
Am 15. Februar 2021 wurde bekanntgegeben, dass Delain in der bisherigen Besetzung aufgelöst wurde und als musikalisches Projekt von Martijn Westerholt fortgeführt wird. Nach Angaben Westerholts „werden wir alle unsere eigenen Wege gehen und unsere eigenen Ziele verfolgen“. Charlotte Wessels verließ die Band, verkündete aber gleichzeitig, auch weiterhin musikalisch aktiv bleiben zu wollen.
Ihr erstes Album als Solokünstlerin mit dem Titel Tales from Six Feet Under wurde am 17. September 2021 veröffentlicht. Ihr zweites Album Tales from Six Feet Under Vol II folgte am 7. Oktober 2022.

## Gastauftritte und Nebenprojekte
Als Gastsängerin arbeitete Wessels mit Bands wie Kamelot, Serenity, Epica, Nemesea, The Dark Side of the Moon und Knight Area zusammen.
Gemeinsam mit Georg Neuhauser (Serenity) und Oliver Philipps (Everon) kreierte sie ein Projekt namens Phantasma, für das sie einen Roman geschrieben hatte. Die musikalische Umsetzung erfolgte auf dem Konzeptalbum The Deviant Hearts, welches am 20. November 2015 veröffentlicht wurde. Darüber hinaus trat sie als Gast bei Qlimax als Sängerin des DJ’s Ran-D auf.

## Trivia
Zu ihren musikalischen Einflüssen zählt sie insbesondere Thom Yorke, Nick Cave und Amanda Palmer.

## Diskografie

### Als Solokünstlerin
Alben
- 2021: Tales from Six Feet Under
- 2022: Tales from Six Feet Under, Vol. II
- 2024: The Obsession

### Mit Delain
Alben
- 2006: Lucidity
- 2009: April Rain
- 2012: We Are the Others
- 2014: The Human Contradiction
- 2016: Moonbathers
- 2020: Apocalypse & Chill

### Mit Phantasma

#### Alben
- 2015: The Deviant Hearts

### Als Gastsängerin
- 2006: Embrace the Night (Mit DaY-már)
- 2010: Serenade of Flames (Mit Serenity)
- 2011: Please Come Home (Mit Knight Area)
- 2011: High Enough (Mit Nemesea)
- 2015: Under Grey Skies (Mit Kamelot)
- 2016: Aquarium (Mit Dark Sarah)
- 2021: The Reawakenig (Qlimax 2021 Anthem) (Mit Ran-D)
- 2022: Good Life (Mit Kissin Dynamite)
- 2022: May It Be (Mit The Dark Side of the Moon)
- 2022: Sirens – Of Blood and Water (Mit Epica)